# Leave Them All Behind
Singles de Ride
Twisterella
Pistes de Going Blank Again
Twisterella
Leave Them All Behind est une chanson du groupe anglais Ride, parue en single en février 1992, un mois avant la sortie de l'album Going Blank Again. La chanson a atteint la 9e place du UK Singles Chart, le plus grand succès de son histoire, confirmé par la 5e place atteinte par l'album.
La photographie de la pochette est de Jock Sturges.

## Titres
1. Leave Them All Behind - 8:18
2. Chrome Waves - 3:55
3. Grasshopper (instrumental) - 10:58